# Anna Backlundová
Anna Ellen Backlundová (nepřechýleně Anna Backlund; roz. Anderssonová; 23. února 1865 Göteborg – 19. listopadu 1920 tamtéž) byla švédská fotografka. Je známá především jako reportážní fotografka pro několik novin, včetně Hvar 8 Dag a Vecko-Journalen.

## Životopis
Anna Backlundová byla dcerou venkovského obchodníka Johna Anderssona a jeho manželky Anny Marie. Byla vdaná za účetního Carla Adolfa Backlunda. Pár měl dvě děti: dceru Annu Gretu a syna Karla Göstu.
Není známo, že měla ateliér, ale informace od pozůstalých příbuzných tvrdí, že si fotografie vyvolávala doma. Vedla prý také vlastní vydavatelství pohlednic.
Výstava Eternal Moments, která se v roce 2013 konala v Městském muzeu v Göteborgu, představovala fotografie Backlundové a dvou jejích současných göteborských fotografek: Caroline Gaudardové a Olgy Rinmanové.

## Galerie

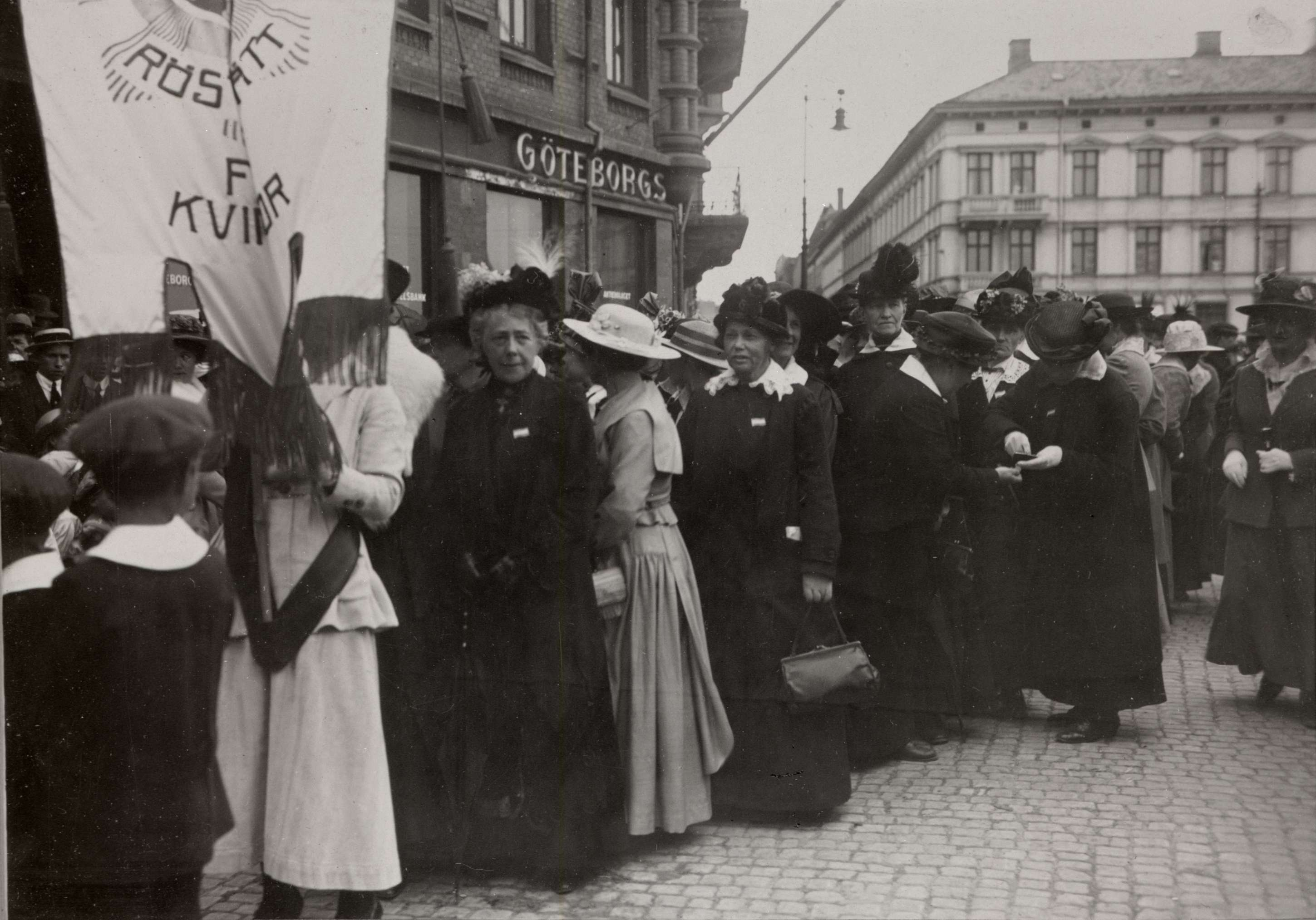
Demonstrační pochod za volební právo žen mimo jiné s předsedkyní FKPR (Národní spolek pro politická práva žen) Friggou Carlbergovou.
S/S Thule v Masthuggskajen kolem roku 1915. Loď je opatřena neutrální barvou, což mělo signalizovat její neutralitu během konfliktů.
Děti Anny Backlundové Karl Gösta a Anna Greta v Brunnsparkenu v zimě roku 1900.
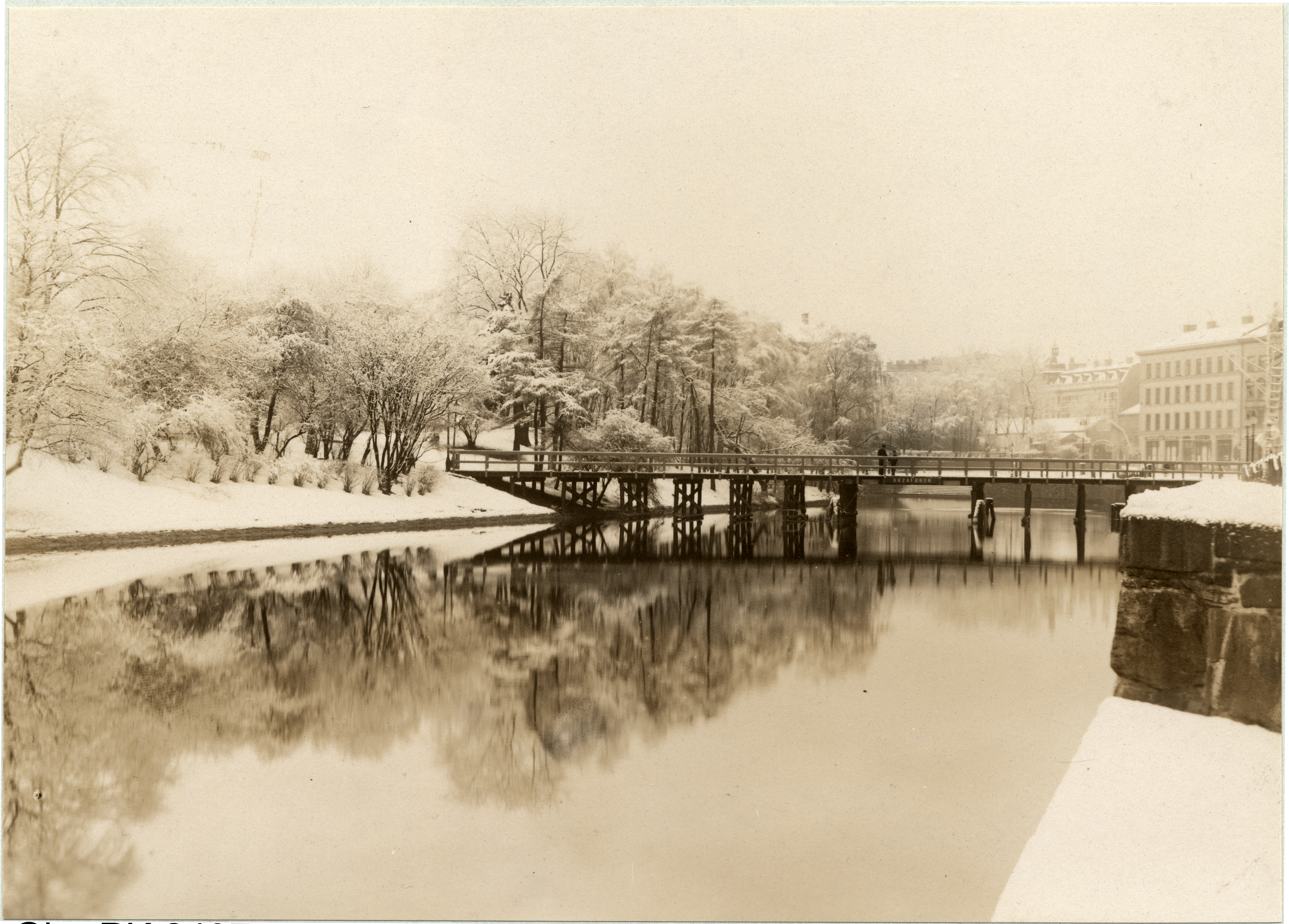
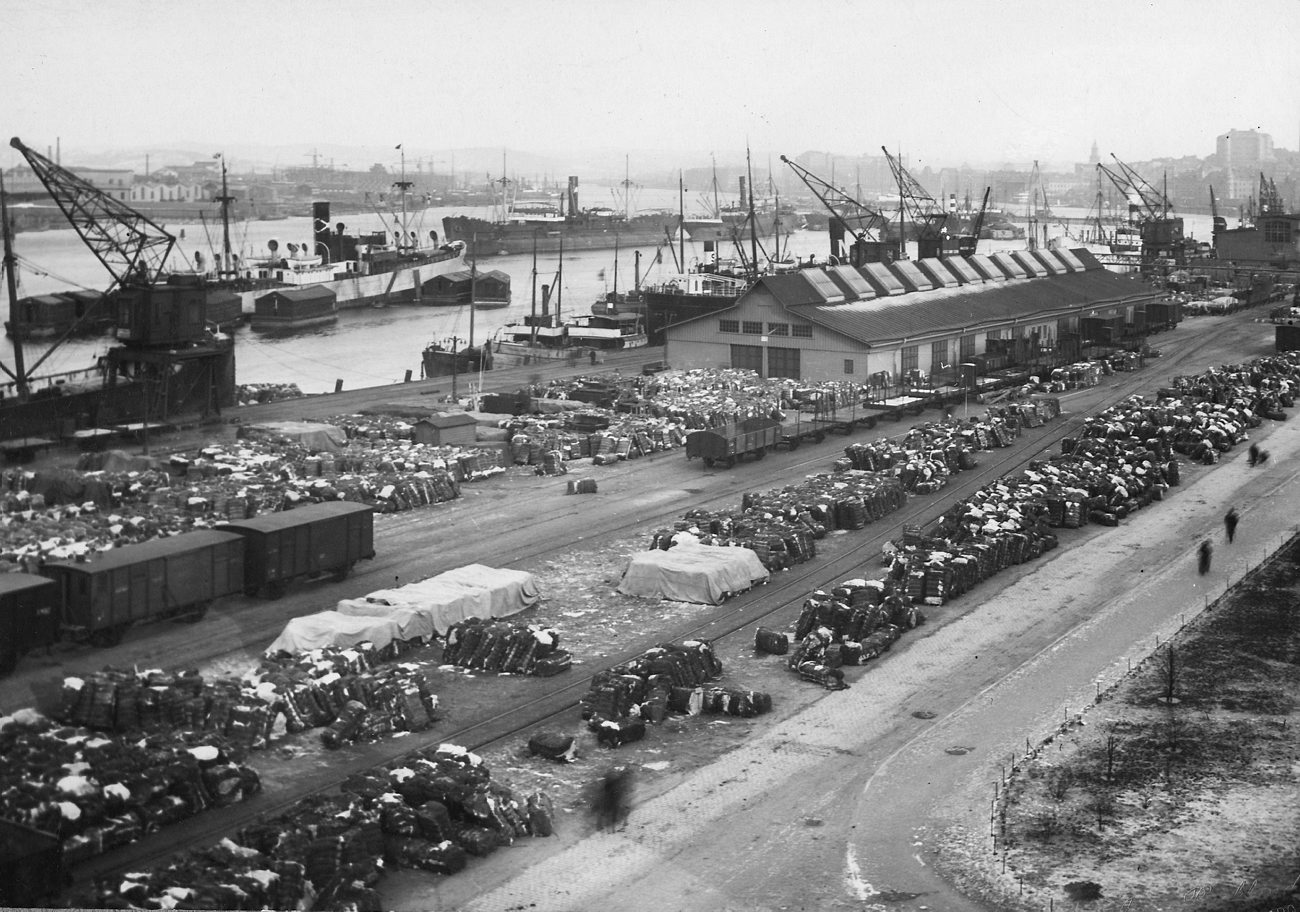
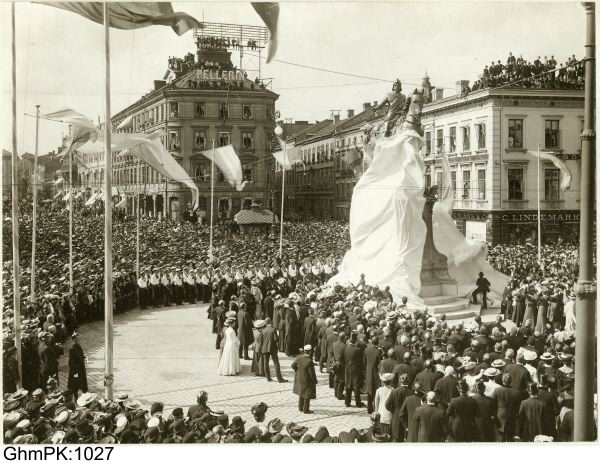
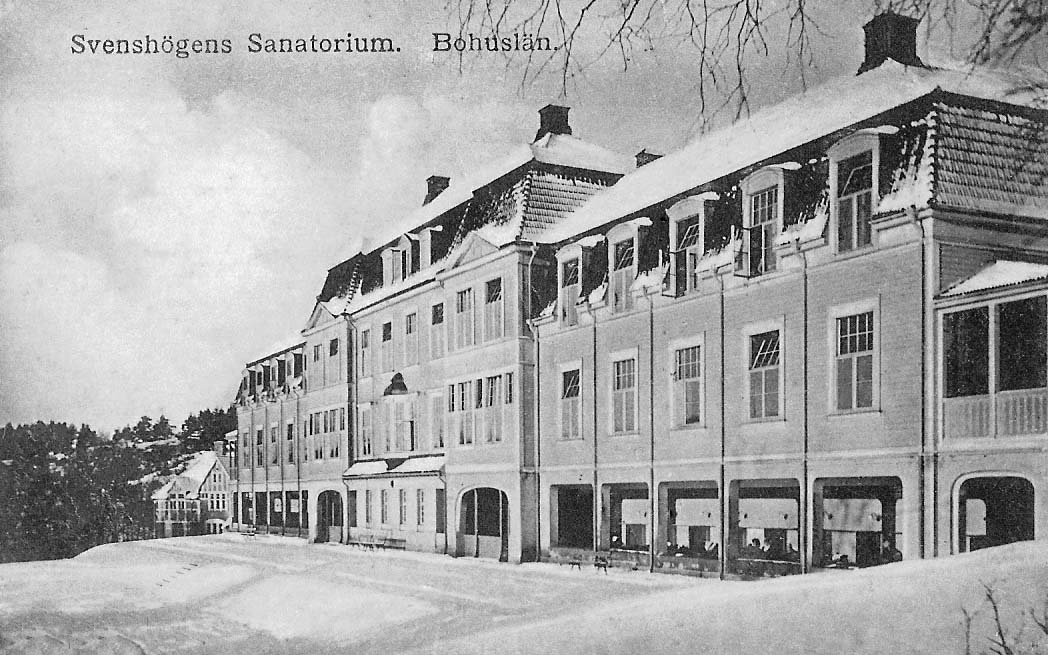
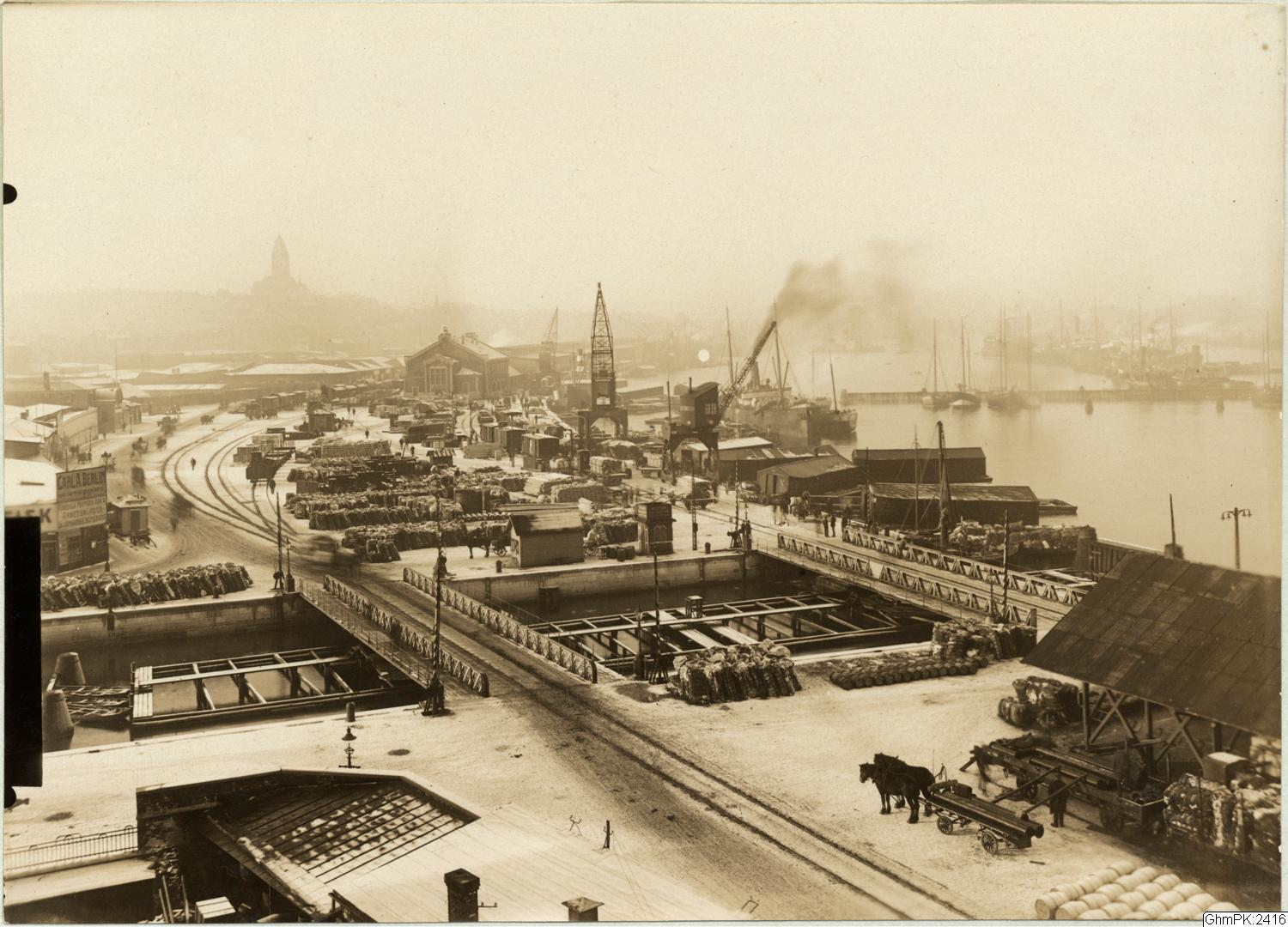